# Granskär (ö i Björneborg, Finland)
Granskär (finska: Loisto)  är en ö i Finland. Den ligger i Bottenhavet och i kommunen Björneborg i den ekonomiska regionen  Björneborgs ekonomiska region i landskapet Satakunta, i den sydvästra delen av landet. Ön ligger omkring 14 kilometer nordväst om Björneborg och omkring 240 kilometer nordväst om Helsingfors.
Öns area är 3 hektar och dess största längd är 240 meter i sydöst-nordvästlig riktning.